# Tamboara
Tamboara est une municipalité brésilienne située dans l'État du Paraná.